# 4230 van den Bergh
A 4230 van den Bergh (ideiglenes jelöléssel 1973 ST1) egy kisbolygó a Naprendszerben. Cornelis Johannes van Houten,  Ingrid van Houten-Groeneveld,  Tom Gehrels fedezte fel 1973. szeptember 19-én.